# 후세촌 (시마네현 오치군)
후세촌(布施村)은 일본 시마네현 오치군에 설치되었던 촌이다. 현재의 미사토정, 오난정의 일부에 해당한다.